# Xã Penn Forest, Quận Carbon, Pennsylvania
Xã Penn Forest (tiếng Anh: Penn Forest Township) là một xã thuộc quận Carbon, tiểu bang Pennsylvania, Hoa Kỳ. Năm 2010, dân số của xã này là 9.581 người.